# Post Tenebras Lux
Post Tenebras Lux is een gemeentelijk monument aan de Bothalaan in de wijk Transvaalbuurt in Baarn in de provincie Utrecht.
Het huis is gebouwd in 1903 en droeg achtereenvolgens de namen Villa Botha, Huize Hendrika en nu Post Tenebras Lux (na duisternis licht). Links is een serre aan de topgevel, rechts een opvallende schoorsteen. Aan de muren zijn roosters aangebracht als zonwering.